# Louise Adélaïde de Bourbon-Condé

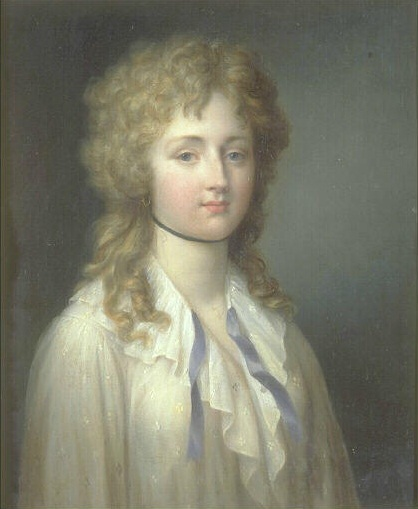
Louise Adélaïde de Bourbon-Condé

Louise Adélaïde de Bourbon-Condé, född 1757, död 1824, var en fransk prinsessa och abbedissa. Hon var monark inom det tysk-romerska riket i egenskap av regerande fursteabbedissa över det autonoma furstestiftet Abbaye de Remiremont 1786–1789 och konstruktör av palatset Hôtel de Mademoiselle de Condé i Paris.

## Biografi
Louise Adélaïde de Bourbon-Condé var dotter till Louis Joseph av Bourbon och Charlotte de Rohan. Efter sin mors död 1757 uppfostrades hon av sin faster Henriette Louise de Bourbon i klostret Abbaye de Penthemont. Det var meningen att hon skulle gifta sig med Karl X av Frankrike, men han gifte sig i stället med en annan 1773. År 1780 bad hon framgångsrikt om tillstånd att lämna klostret och bosatte sig i Paris, där hon lät uppföra Hôtel de Mademoiselle de Condé till sitt residens. 
Rangfrågor hindrade henne från att gifta sig. År 1786 fick hon posten som abbedissa i Remiremont, men hon besökte bara stiftet tre gånger under sin ämbetsperiod. Hon lämnade Frankrike vid franska revolutionens utbrott 1789 och reste till Österrikiska Nederländerna och senare till Polen, där hon 1802 blev nunna. ÅR 1816 återvände hon till Paris där hon grundade klostret Bénédictines de la rue Monsieur.